# VC Maaseik
VC Maaseik är en volleybollklubb (herrar) från Maaseik, Belgien. Klubben grundades 1960 och debuterade i Liga A (högsta divisionen) 1976. Den har blivit belgiska mästare 16 gånger (1990/1991, 1994-1999, 2000-2004, 2007-2009, 2010-2012, 2017-2019) och vunnit belgiska cupen 14 gånger. Internationellt har de nått final i europacupen två gånger (1996/1997 och 1998/1999) och i CEV Cup en gång (2007/2008).